# Kagnol II
Kagnol II est un village du Cameroun situé dans la région de l'Est et dans le département du Haut-Nyong. Kagnol II fait partie de la commune de Mboma et du canton d'Ayong-Yerap.

## Population
Lors du recensement de 2005, Kagnol II comptait 699 habitants dont 347 hommes et 352 femmes.
En 1966/67, on dénombrait  600 habitants à Kagnol II.

## Infrastructures
Le Dictionnaire des villages du département du Haut Nyong de 1968 mentionne que Kagnol I se trouve sur la piste de Nguélémendouka à Meyos par Lamba.